# Pintade de Numidie
Numida meleagris
Genre
Espèce
Statut de conservation UICN

 LC  : Préoccupation mineure
La Pintade de Numidie (Numida meleagris), aussi appelée pintade commune, pintade mitrée, pintade sauvage ou pintade numide, est une espèce d'oiseaux de la famille des Numididae, l'unique représentante du genre Numida.

## Dénominations et étymologie
Elle fut appelée « poule de Numidie » chez les Romains, « poule de Turquie » à la chute de l'Empire byzantin, « poule du Pharaon » ou « poule d'Inde » au XVe siècle avant de devenir un siècle plus tard en Espagne « pintado » – qui signifie « bien fardée ».
Aristote lui donne le nom de « Meleagris ».
En égyptien ancien, le hiéroglyphe correspondant à cette espèce d'oiseau est 𓅘 (transcrit : nḥ).

## Histoire
La pintade de Numidie n'a été que rarement observée à l'état sauvage en Basse-Égypte. C'est l'un des nombreux animaux que les Égyptiens anciens ont tenté de domestiquer. L'oiseau est parfois représenté sur des reliefs, fresques et peintures égyptiennes représentant des scènes de basse-cour et de chasse.
Le nom de Meleagris que lui attribue Aristote provient du fait que, dans la mythologie grecque, la Pintade est le résultat de la métamorphose des sœurs de Méléagre en oiseaux. Selon cette légende, Artémis, déesse de la chasse, aurait changé ses sœurs en Pintades après la mort de leur frère Méléagre, roi de Calydon, pour alléger leur peine et, en dépit de ses efforts, leurs pleurs incessants laissèrent de petites taches blanches sur le plumage gris.

## Description

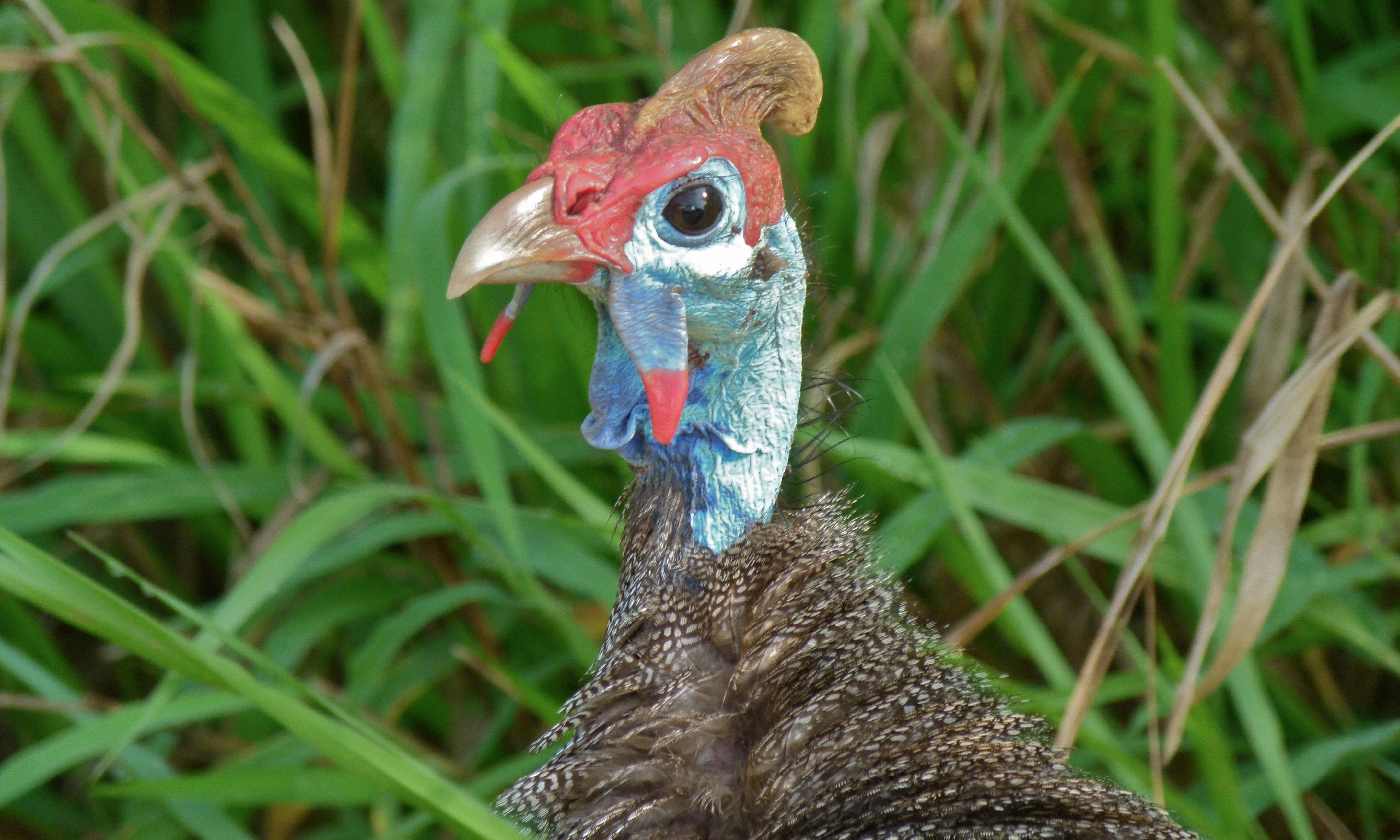
Détail de la tête.

Cet oiseau mesure 60 à 65 cm pour une envergure de 95 à 100 cm. Son poids est compris entre 1,1 kg et 1,8 kg.

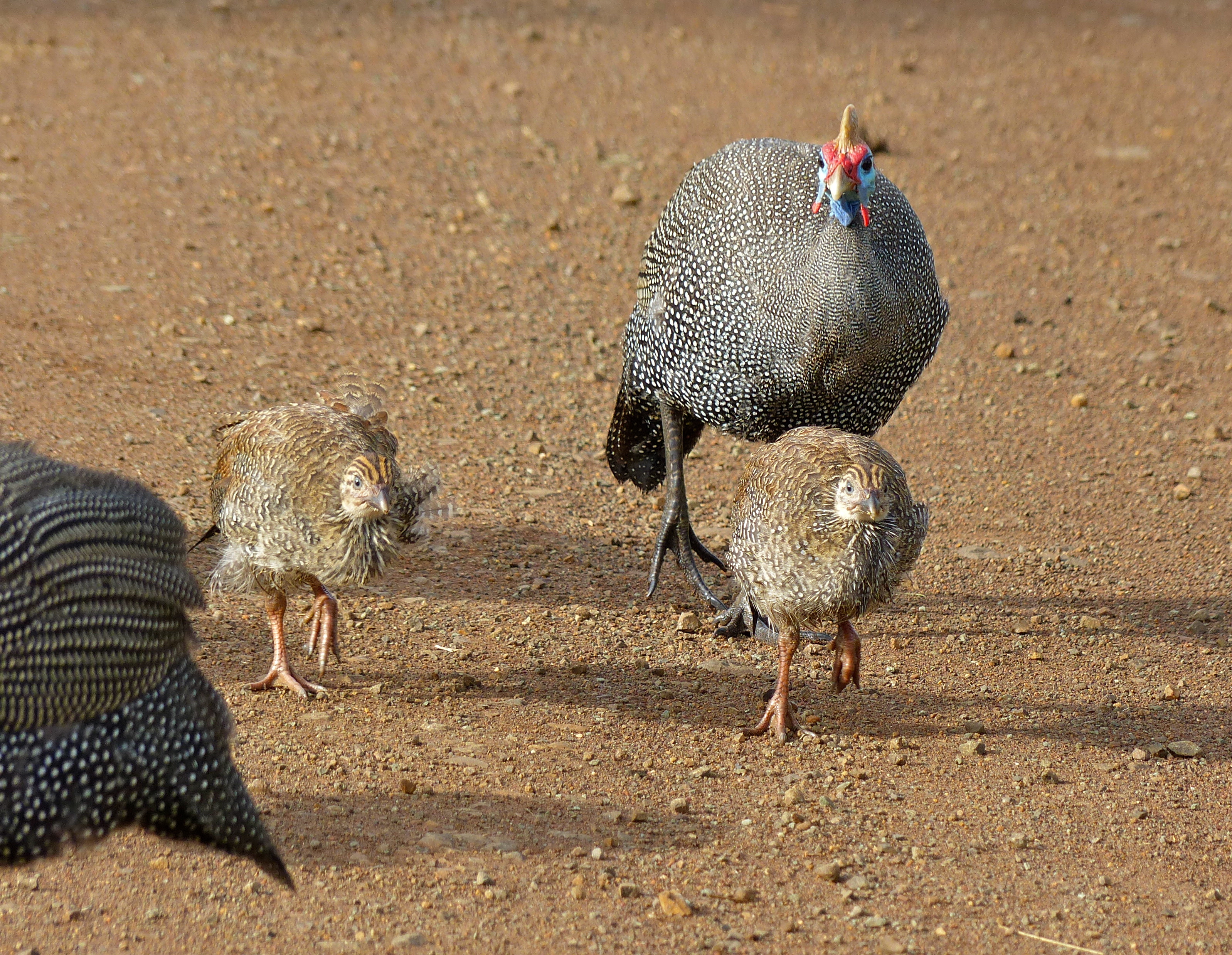
Pintade de Numidie et pintadeaux (Parc national Kruger, Afrique du Sud).

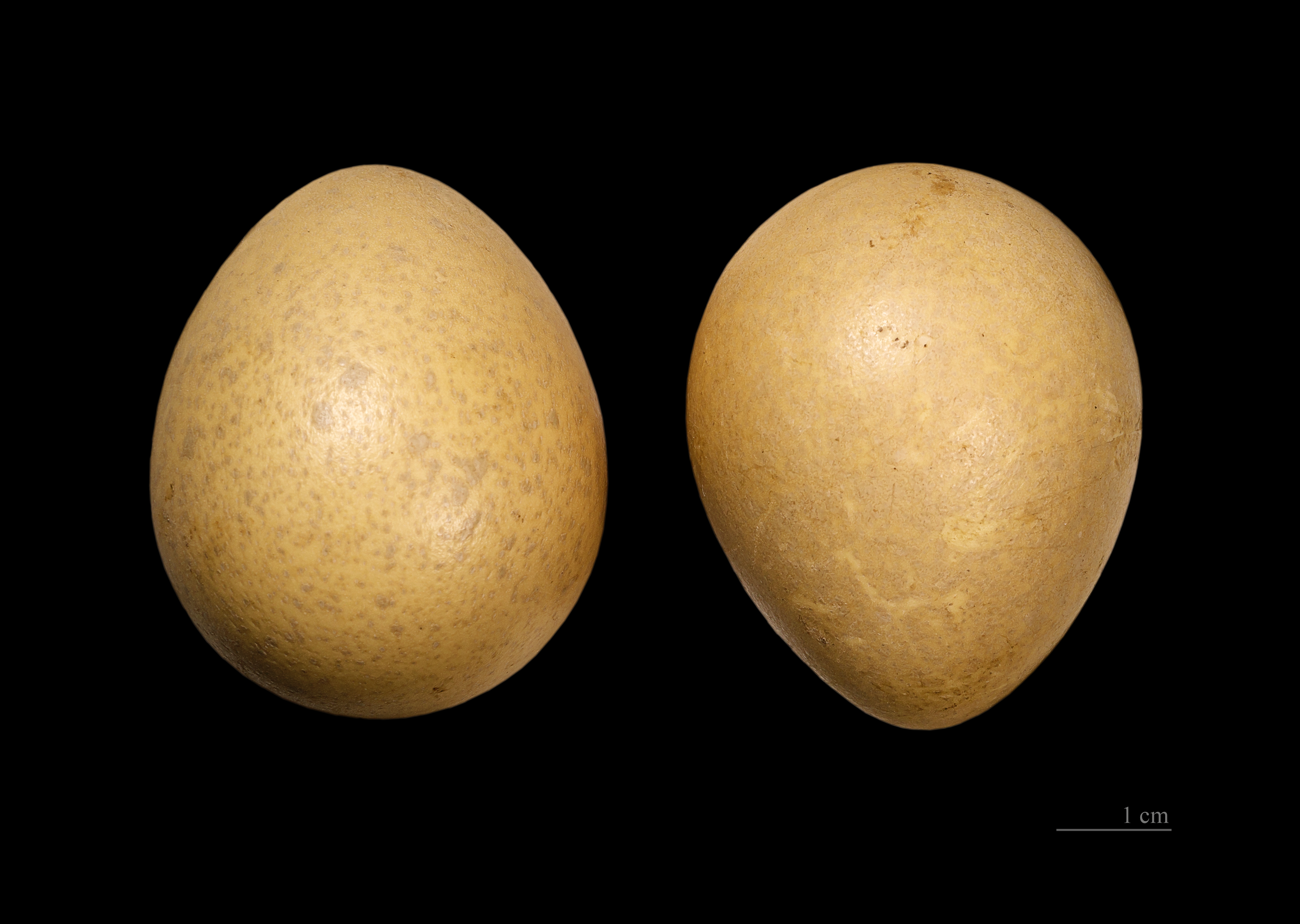
Œufs de Pintade de Numidie (Numida meleagris) - Muséum de Toulouse.

Il s'agit d'un gros gallinacé massif, gris sombre abondamment pointillé de blanc. Une petite tête nue et blanchâtre avec une crête osseuse surmonte un cou décharné.
Le juvénile est brun chamois ponctué et moucheté de pâle. L'immature est brun plus sombre, fortement moucheté de blanchâtre. Il devient comme l'adulte dès le deuxième hiver.

## Répartition
La pintade est un oiseau fréquent au sud du Sahara et au Sahel jusqu'en Mozambique et à Madagascar.
Devenue rare par la suite d'une chasse excessive ayant mené à son extinction, la Pintade de Numidie a complètement disparu d'Afrique du Nord et est aujourd'hui introuvable au Maghreb et en Égypte. Elle peuplait autrefois le territoire de Numidie - qui lui a donné son nom - constituant une partie de l’actuelle Algérie et une partie de l’actuelle Tunisie, mais très peu de mentions récentes existent et toutes peuvent se rapporter à des oiseaux domestiques. Il se pourrait cependant qu'elle survive dans les contreforts de l'Atlas occidental au Maroc et les zones voisines.
Les régions les plus au nord du continent africain où se trouve la pintade sont le sud du Tibesti au nord du Tchad et certaines îles du Cap-Vert où des populations ont été introduites.

## Comportement
Cet oiseau farouche et prudent vit en petits groupes. Il court rapidement sur ses assez longues pattes mais vole peu.
Le cri habituel est un caquètement rauque.
Cet oiseau se nourrit dans les milieux broussailleux parsemés d'arbres et de buissons.
La principale espèce domestique de pintade, Numida meleagris, garde de ses origines sauvages, l'instinct de se percher et un caractère craintif.

## Liste des sous-espèces
Selon la classification de référence du Congrès ornithologique international (version 15.1, 2025) :
- Numida meleagris sabyi Hartert, 1919 — nord-ouest du Maroc ;
- Numida meleagris galeatus Pallas, 1767 - Pintade domestique[2] ou Pintade à casque d'Afrique occidentale — du sud-ouest de la Mauritanie au sud du Tchad et le nord de l'Angola, population isolée au sud des réserves naturelles de l'Aïr et du Ténéré ;
- Numida meleagris meleagris (Linnaeus, 1758) — de l'est du Tchad à l'ouest de l'Éthiopie, Ouganda, nord du Kenya et de la RDC ;
- Numida meleagris somaliensis Neumann, 1899 — nord-est de l'Éthiopie et Somalie ;
- Numida meleagris reichenowi Ogilvie-Grant, 1894 — Kenya et Tanzanie ;
- Numida meleagris mitratus Pallas, 1767 — Botswana, Zambie, sud de la Tanzanie et Mozambique ;
- Numida meleagris marungensis Schalow, 1884 — du sud de la RDC à l'ouest de l'Angola et la Zambie ;
- Numida meleagris papillosus Reichenow, 1894 — Namibie et Botswana ;
- Numida meleagris coronatus Gurney, 1868 — est de l'Afrique du Sud.

## Galerie

Pintade de Numidie dans le Parc national Kruger, Afrique du Sud
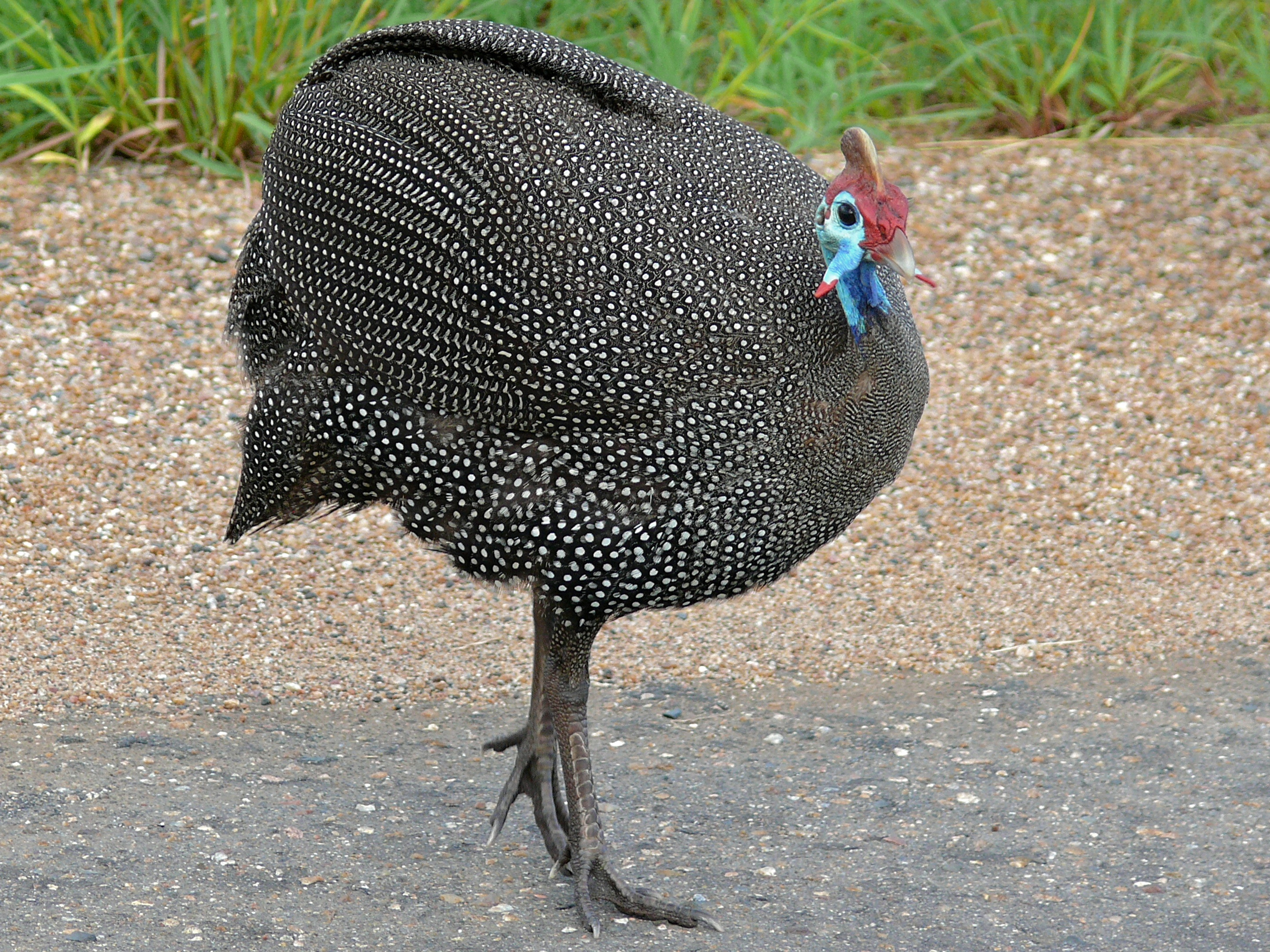
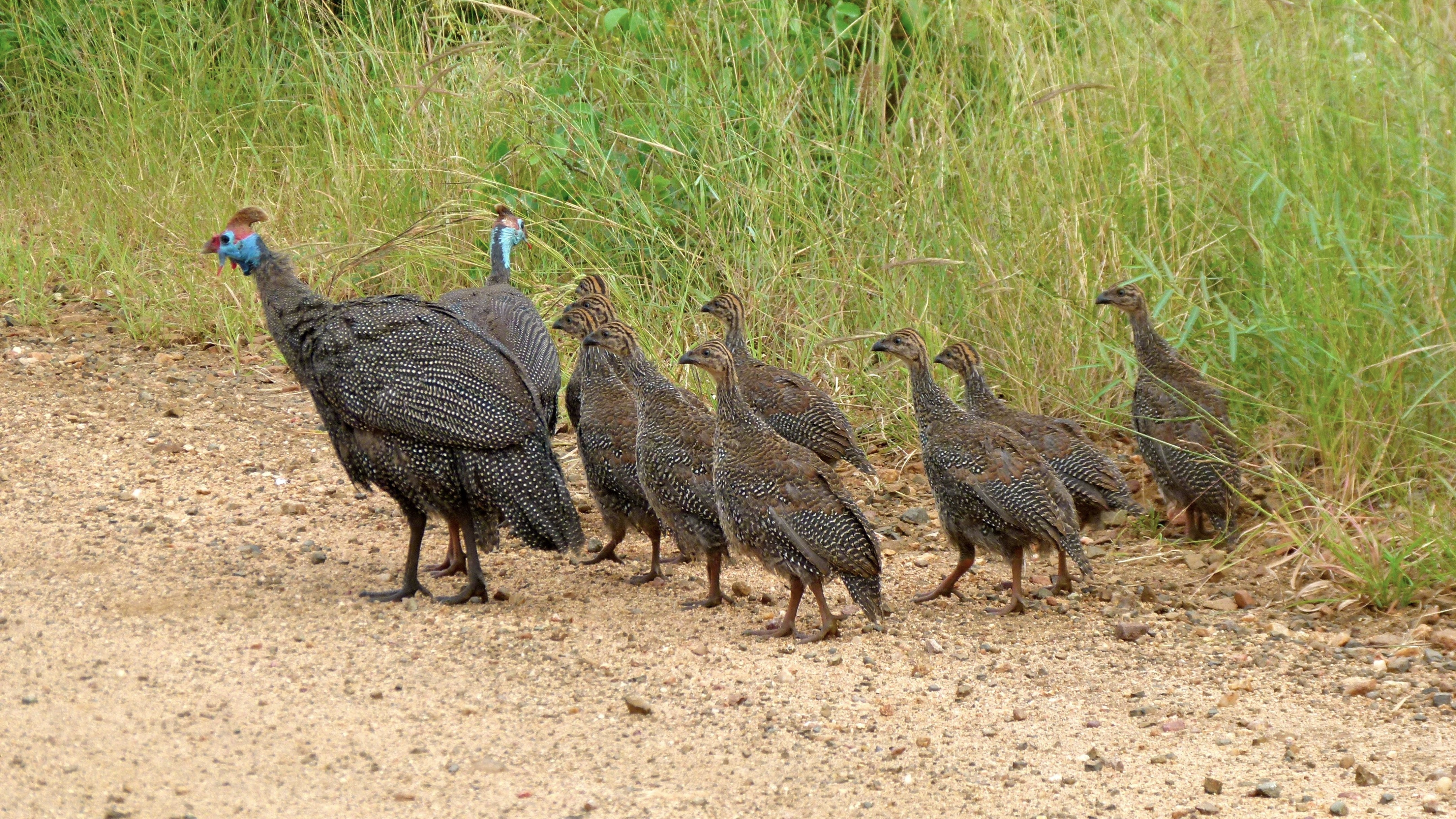
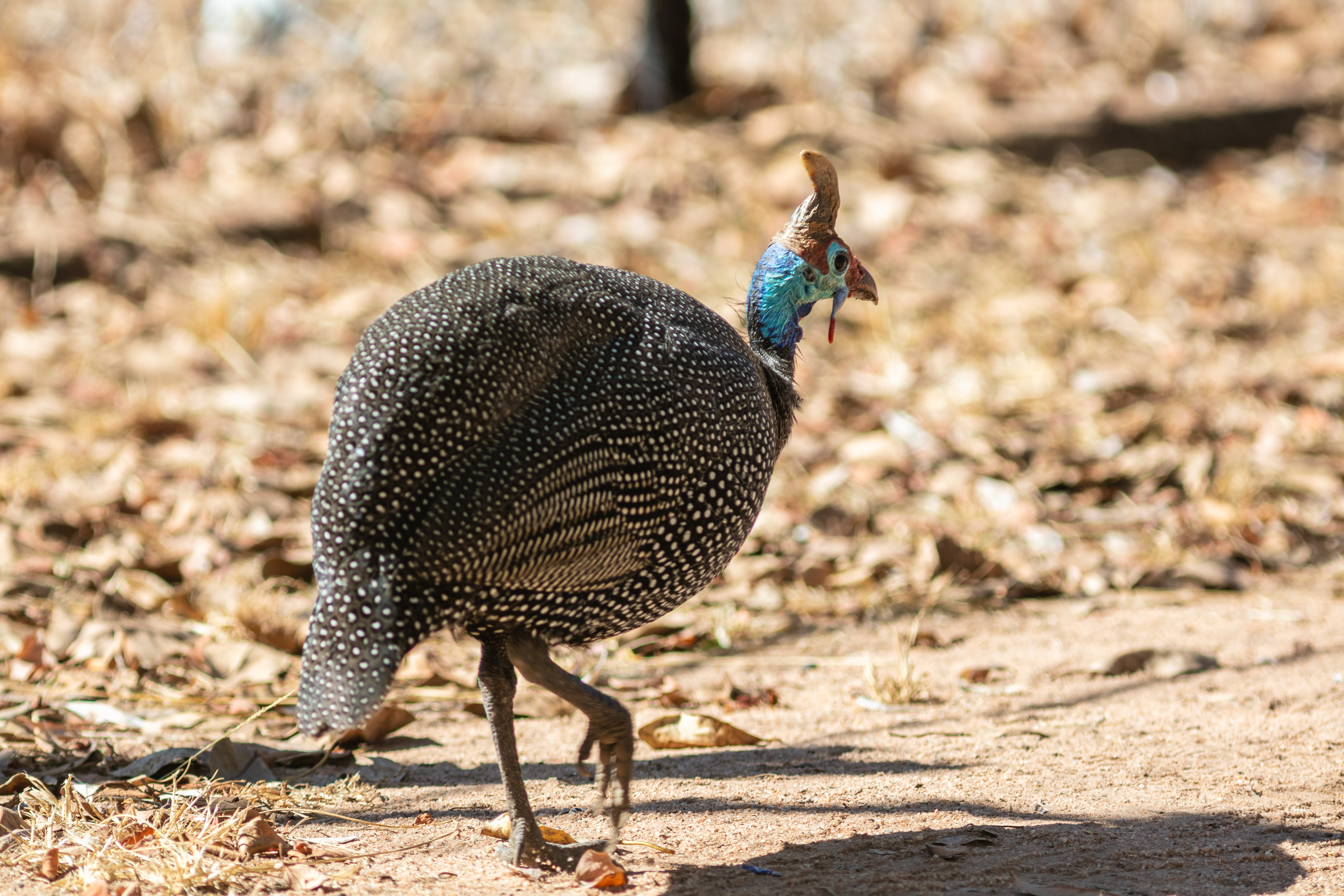
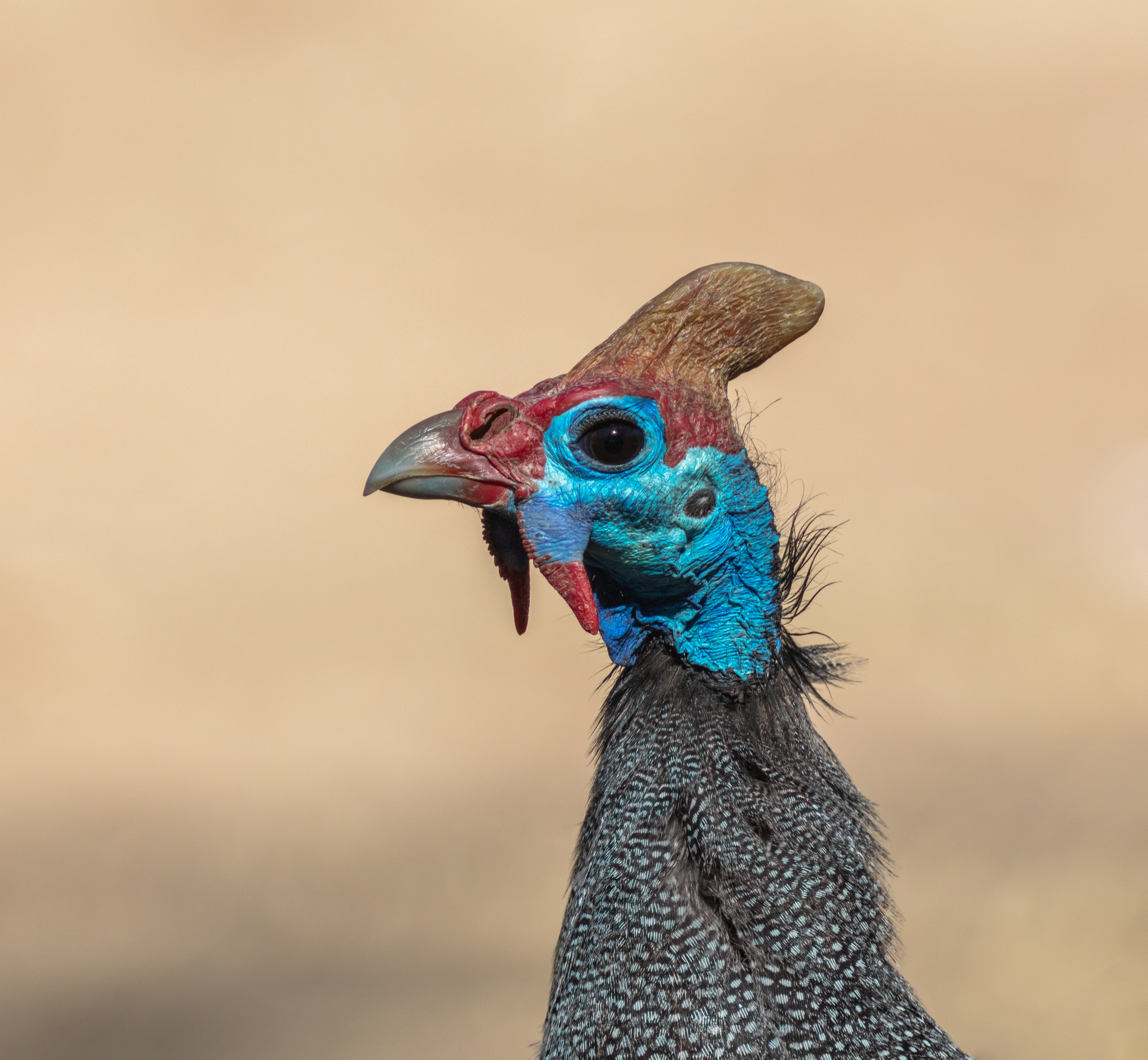

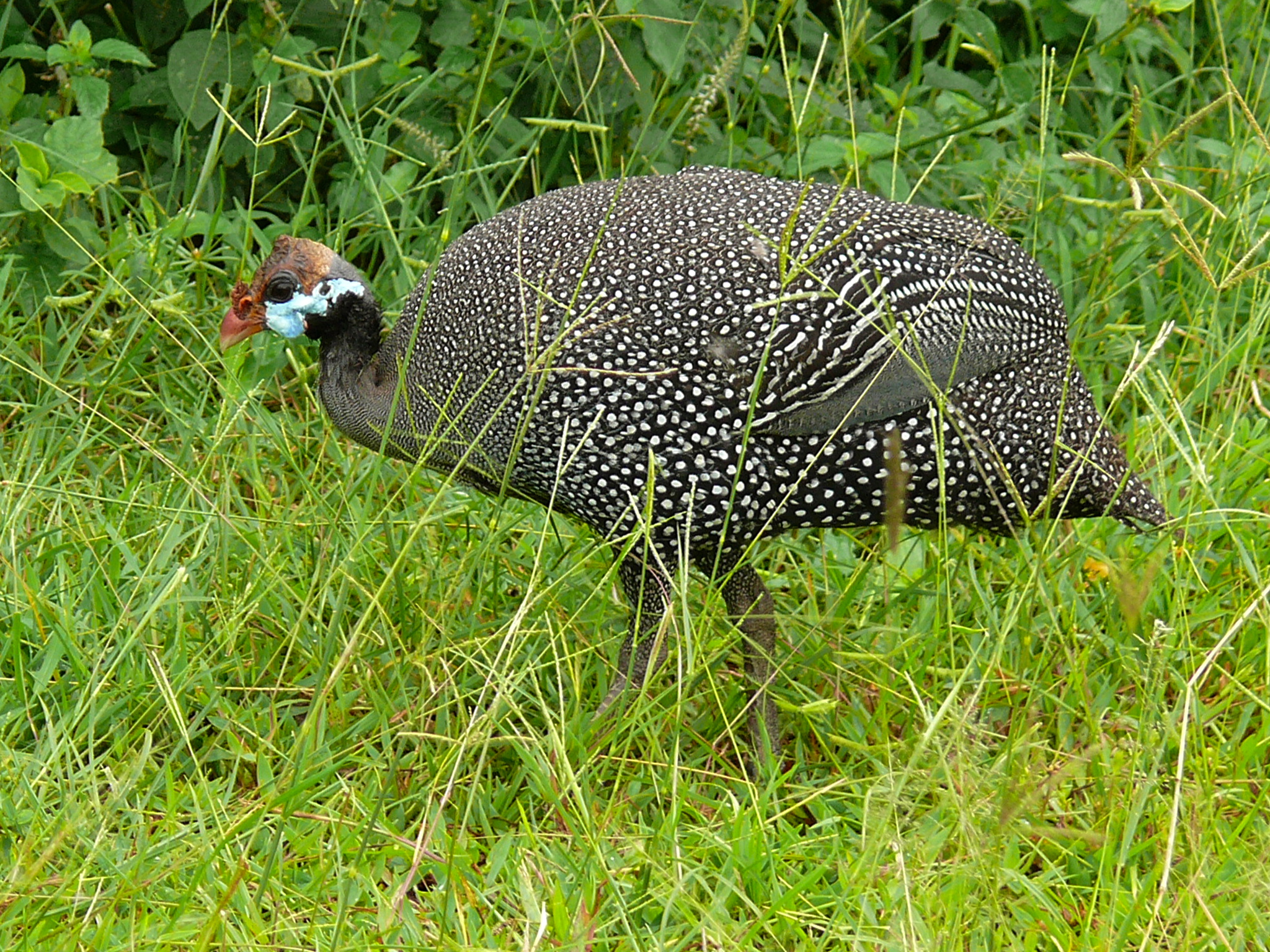
Parc national Murchison Falls, Ouganda.
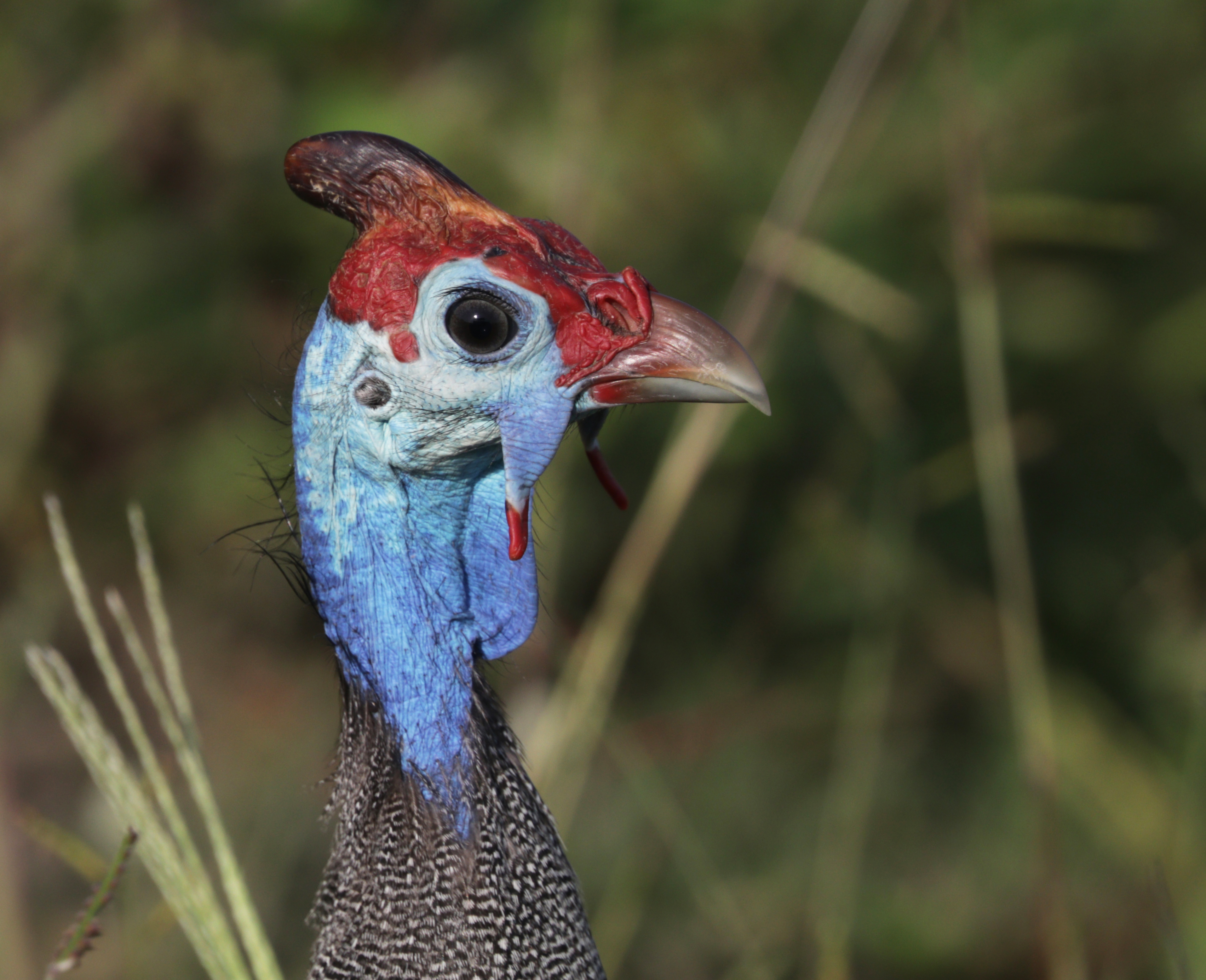
Matetsi Safari Area, Zimbabwe.